# Rose Morat
Rose M. Morat, conocida como Rose Morat (4 de febrero de 1906—3 de agosto de 2013) fue una residente de la ciudad de Nueva York, Estados Unidos y trabajadora jubilada de telecomunicaciones, conocida por ser víctima de una cruel agresión grabada en video, provocando una gran indignación entre los estadounidenses.

## El asalto

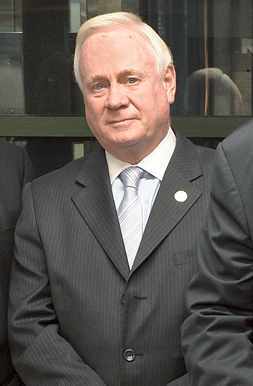
El senador Martin Golden modificó la ley tras el asalto.

En la tarde del 4 de marzo de 2007, a la edad de 101 años, Rose Morat fue asaltada y brutalmente agredida en el vestíbulo de su edificio mientras se disponía a realizar el camino a la iglesia, cosa que hacía habitualmente. Un video capturó el asalto durante el cual el supuesto atacante, Jack Rhodes, de 44 años de edad, la golpeó varias veces en la cara. El vídeo ha sido difundido por gran parte de los medios de comunicación de todas las partes del mundo e incitó una gran indignación entre los neoyorquinos y estadounidenses en general, así como en el mundo occidental. Una gran recompensa fue ofrecida por varias fuentes, incluida la policía, por cualquier información que condujese a la captura del sospechoso.

Como resultado del asalto de Morat, el senador del estado de Nueva York, Martin Golden introdujo un proyecto de ley que convertiría en delito grave de asalto en agresiones a personas con más de 70 años de edad.  El proyecto de ley aumentaría la pena legal siete años si la víctima resulta herida durante el asalto. Actualmente, en Estados Unidos, el asalto es un delito menor punible con hasta un año de cárcel. El proyecto de ley ha encontrado el apoyo de figuras públicas como la senadora Hillary Clinton y el alcalde de Nueva York, Michael Bloomberg.

El 2 de diciembre de 2009, Jack Rhodes, de 47 años, fue condenado a 75 años de prisión en la cárcel de máxima seguridad Clinton Correctional Facility en Dannemora, Nueva York.

Rose Morat falleció el 3 de agosto de 2013 a la edad de 107 por causas naturales.